# 현암초등학교 (충북)
현암초등학교는 대한민국 충청북도 청주시 흥덕구 수의로 221 (현암동)에 있었던 초등학교이다.

## 연혁
- 1953년 5월 11일 청원군 강서국민학교 현암분교장 개교(설립인가 4월 1일)
- 1956년 3월 30일 현암국민학교로 승격 인가
- 1980년 9월 29일 청주MBC 공개 방송
- 1981년 12월 18일 충청일보사주최 미술대회입상(금상 김소용)
- 1983년 2월 15일 청주시로 편입[1]
- 1989년 12월 2일 현암국민학교 총동창회 조직 및 장학사업
- 1989년 12월 20일 효행 사례집 “검은바위” 발간
- 1993년 10월 22일 대전 엑스포 전교생 견학함
- 1996년 3월 1일 현암초등학교로 명칭 변경[2]
- 1997년 2월 18일 제39회 졸업식(15명)(총 2033명)
- 1998년 2월 17일 제40회 졸업식(17명)(총 2050명)
- 1999년 2월 12일 제41회 졸업식(8명)(총 2058명)
- 1999년 3월 1일 강서초등학교로 통폐합[3]

## 폐교 이후
폐교 이후, 해당 부지에는 충북 학생롤러스케이트장이 들어왔다.